# Fotu La
Fotu La (Hindi: fōtu lā) o Fatu La, conocido localmente como Photu-La, es un paso de montaña en la cordillera Zanskar del Himalaya en la India y por donde corre la carretera Srinagar-Leh.  A una altitud de 4108 metros (4492,6 yd), es el punto más alto de la carretera, superando al famoso Zoji La.
Fotu La es uno de los dos altos pasos de montaña entre las ciudades de Leh y Kargil, el otro es Namika La. La ciudad de Lamayuru está situada al este de las montañas Fotu La. Al avanzar hacia el este, la carretera comienza a descender hacia Lamayuru. Primero se dirige hacia el oeste por el paso Namika antes de llegar a Kargil. Entre los dos pasos de montaña se encuentra el valle de Shakar Chiktan, a través del cual una carretera secundaria conduce al norte, pasando por el pueblo de Chiktan, hasta el valle del Indo. El descenso es suave con la pendiente de unos 2000 pies (609,6 m) hacia el valle.
En el paso hay una estación de retransmisión de televisión Prasar Bharati que da servicio a Lamayuru. El monasterio de Lamayuru es visible desde la cumbre de la montaña.